# Bob-Weltmeisterschaft 1990
Die 42. Bob-Weltmeisterschaft fand 1990 in St. Moritz in der Schweiz statt. Bei der zum 16. Mal in St. Moritz ausgetragenen Weltmeisterschaft siegten die Schweizer Gustav Weder und Bruno Gerber in der Zweierkonkurrenz. Den Titel im Viererbob holte sich ebenfalls die Schweiz.

## Ergebnisse

### Zweierbob
3./4. Februar 1990
| Platz | Land   | Sportler                           | Zeit (min) |
| ----- | ------ | ---------------------------------- | ---------- |
| 1     | SUI I  | Gustav Weder / Bruno Gerber        | 4:19,90    |
| 2     | GDR II | Harald Czudaj / Axel Jang          | +0,40      |
| 3     | GDR I  | Wolfgang Hoppe / Bogdan Musiol     | +0,68      |
| 4     | URS I  | Zintis Ekmanis / Juris Tone        | +0,82      |
| 5     | FRG I  | Dirk Wiese / Olaf Hampel           | +1,19      |
| 6     | SUI II | Nico Baracchi / Donat Acklin       | +1,33      |
| 7     | CAN I  | Greg Haydenluck / Patrick Akeson   | +1,54      |
| 8     | FRG II | Christian Schebitz / Klaus Schmuck | +1,61      |
| 9     | URS II | Māris Poikāns / Andrei Gorochow    | +2,25      |
| 10    | CAN II | Chris Lori / Ken Leblanc           | +2,52      |
| 11    | ITA II | Günther Huber / Michele Russo      | +3,02      |
| 12    | USA I  | Brian Shimer / Chris Coleman       | +3,23      |
| 13    | AUT II | Gerhard Rainer / Thomas Bachler    | +3,74      |
| 14    | ITA I  | Pasquaele Gesuito / Paolo Canedi   | +4,41      |
| 15    | USA II | Matt Roy / Mike Mazzi              | +4,53      |

### Viererbob
10./11. Februar 1990
| Platz | Land   | Sportler                                                             | Zeit (min) |
| ----- | ------ | -------------------------------------------------------------------- | ---------- |
| 1     | SUI I  | Gustav Weder, Bruno Gerber, Lorenz Schindelholz, Curdin Morell       | 4:13,95    |
| 2     | GDR II | Harald Czudaj, Tino Bonk, Alexander Szelig, Axel Jang                | +0,49      |
| 3     | AUT II | Ingo Appelt, Gerhard Redl, Jürgen Mandl, Harald Winkler              | +0,59      |
| 4     | SUI II | Nico Baracchi, Beat Hitz, Donat Acklin, Christian Reich              | +0,72      |
| 5     | GDR I  | Wolfgang Hoppe, Ingo Voge, Bogdan Musiol, Rene Hannemann             | +1,25      |
| 6     | URS I  | Jānis Ķipurs, Andrei Gorochow, Wladimir Koslow, Juris Tone           | +1,30      |
| 7     | FRG II | Dirk Wiese, Thorsten Woelm, Oliver Rogge, Olaf Hampel                | +1,43      |
| 7     | AUT I  | Peter Kienast, Johann Lindner, Martin Riedl, Thomas Schroll          | +1,43      |
| 9     | FRG I  | Rudi Lochner, Matthias Zieschang, Gerhard Oechsle, Markus Zimmermann | +2,11      |
| 10    | ITA I  | Pasquale Gesuito, Thomas Rottensteiner, Paolo Canedi, Michele Russo  | +2,39      |

## Medaillenspiegel
| Platz | Land       | Gold | Silber | Bronze | Gesamt |
| ----- | ---------- | ---- | ------ | ------ | ------ |
| 1     | Schweiz    | 2    | 0      | 0      | 2      |
| 2     | DDR        | 0    | 2      | 1      | 3      |
| 3     | Österreich | 0    | 0      | 1      | 1      |